# Асиријско помрачење
Асиријско помрачење или Асиријска еклипса је било потпуно помрачење Сунца које се догодило 15. јуна 763. пне. Максимално трајање укупне фазе достигло је 5 минута. Делимичне фазе помрачења могле су се посматрати у Европи, Азији и Африци.
Помрачење је примећено у Древној Асирији, што потврђује једна од глинених плоча са клинастим писмом пронађена у Ниниви. Такође је вероватно да је ово помрачење управ оно које се помиње у Библији.

## Карактеристике
Помрачење се догодило 15. јуна 763. пне. Максимална фаза помрачења била је 1,0596, а највећа ширина сенке 204 км. Максимално трајање фазе потпуног помрачења било је тачно 5 минута. Максимална фаза и трајање помрачења постигнута је на координатама 38,9° северне географске ширине и 54,3° источне географске дужине. У тренутку максималне фазе помрачења, универзално време, које описује положај Сунца на небу у том тренутку, било је 08:14, док је динамичко време ТДТ било 14:08 истог дана. Разлика између ових величина – ΔТ – је због неравномерног кретања Земље.
Делимичне фазе помрачења могле су се посматрати у већем делу Старог света: скоро целој Европи и већем делу Азије и Африке. Комплетне фазе се могу посматрати у западној и северној Африци, на Блиском истоку и у централној Азији, и коначно у Тибету и јужној Кини. Конкретно, трака помрачења пролазила је кроз Ниниву, град у Асирији, где је накнадно пронађена плоча на којој се помиње помрачење, или близу њега.

## Запажања савременика
Помрачење 763. године пре нове ере примећено је у Древној Асирији. Тако, једна од глинених плоча са клинастим писмом пронађена у Ниниви гласи:
„У [години када] лимму [енглески] Бур-Сагале[, гувернер] Гузане. Побуна у цитадели Ашур. Било је помрачење Сунца у месецу Шиману.”
Бур-Сагале је име високог званичника; високи званичници су постављани на период од годину дана и године су се рачунале по њиховим именима. Месец симан одговара савременом мају-јуну, што је у складу са астрономским подацима о помрачењу. Према различитим изворима, утврђено је приближно датовање плоче, а у периоду од 777. до 745. године пне догодила су се само два помрачења, која су се могла посматрати у великој фази у Асирији. Ово је помрачење 15. јуна 763. пне. и помрачење 10. фебруара 765. пне, али пошто се други догодио у фебруару, није могао да се односи на месец симан. Помрачење су савременици вероватно перципирали као повезано са побуном описаном на плочи.
Дакле, асирско помрачење представља једну од веза између историјских догађаја и хронологије. Осим тога, за астрономију су важна и посматрања древних помрачења: чак и мала промена брзине ротације Земље током хиљада година доводи до приметног одступања њеног положаја од очекиваног, а посматрање помрачења на предвиђеном тачка постаје немогућа. Супротно томе, информације о тачки у којој је помрачење заиста посматрано омогућавају процену величине успоравања Земљине ротације.

## Рефлексија у култури
Библија садржи опис помрачења Сунца: „И догодиће се у онај дан, говори Господ Бог, да ћу учинити да сунце зађе у подне и помрачићу земљу усред дана сјајног.“ Овај опис је вероватно везан за асирско помрачење, будући да се делатност пророка Амоса одвијала у време цара Јеровоама II, који је владао 786-746. пне, а асирско помрачење у прилично великој фази посматрано је са територије Израелског краљевства.